# Christian Muselet
Christian Muselet (Le Portel, 18 d'abril de 1952) va ser un ciclista francès, que fou professional entre 1977 i 1980.

## Palmarès
- 1979
  - 1r al Circuit de La Sarthe i vencedor d'una etapa
- 1980
  - 1r al Gran Premi de Plumelec

### Resultats al Tour de França
- 1978. 53è de la classificació general